# Vakhtang Kikabidze
Vakhtang Kikabidze (en géorgien :  ვახტანგ კონსტანტინეს ძე კიკაბიძე ; en russe : Вахта́нг Константи́нович Кикаби́дзе, Vakhtang Konstantinovitch Kikabidzé), né à Tbilissi le 19 juillet 1938 et mort le 15 janvier 2023 dans la même ville, est un acteur, chanteur et réalisateur soviétique puis géorgien,.
Lauréat du prix d’État de l'URSS en 1978, Artiste du Peuple de la république socialiste soviétique de Géorgie en 1980.

## Biographie
Vakhtang Kikabidze naît à Tbilissi dans la république socialiste soviétique de Géorgie en URSS, (actuellement en Géorgie). Son père, Konstantin Kikabidze a disparu sur le front lors de la Seconde Guerre mondiale, près de Kertch. Pendant de nombreuses années, plus tard, Vakhtang le cherchait, mais le seul indice était le nom de son père inscrit sur le monument des défenseurs de la ville de Kertch.
Vakhtang a une scolarité difficile: il met quatorze ans à terminer ses études primaires au lieu de dix prévus. Il est également chassé des pionniers pour mauvaise conduite. Diplômé de l'Université d'État de Tbilissi en 1957, il fait partie de l'Orchestre symphonique de Tbilissi. Il fait des études à l'Institut des langues étrangères de Tbilissi en 1961-1963.
Sa carrière cinématographique débute en 1966. La même année, Vakhtang Kikabidze commence à se produire avec l'ensemble musical de folk rock et pop rock Orèra (en géorgien : ვია ორერა) fondé en 1961 par Robert Bardzimachvili.
En 1969, Gueorgui Danielia lui offre le rôle dans son film Ne sois pas triste qui le fait connaitre. Le succès est confirmé avec Mélodies du quartier de Veri de Gueorgui Chenguelaia. En 1977, sort le célèbre film de Danielia Mimino où Kikabidze donne la réplique à son ami arménien Frounzik Mkrtchian. Il est récompensé par le Prix d’État de l'URSS en 1978 et devient artiste du Peuple de la RSS de Géorgie en 1980.
En 1981, Vakhtang Kikabidze s'essaie comme réalisateur, avec Tamaz Gomelaouri, en adaptant une comédie lyrique Sois heureux, mon cher ! qui reçoit le Grand prix du Festival du film à Gabrovo en 1983. L'année suivante, son travail d'acteur dans la série télévisée TASS est autorisé à déclarer... est récompensé par le Prix du KGB.
Vakhtang Kikabidze est un chanteur reconnu dont plusieurs chansons sont devenues de grands succès. L'artiste a fait d'innombrables tournées en URSS et dans plusieurs régions du monde. Il a posé son étoile sur la place des stars à Moscou en 1999 et une autre dans son pays natal, devant la Philharmonie de Tbilissi, en 2006.
En 2008, en réaction à la Deuxième guerre d'Ossétie du Sud, Vakhtang Kikabidze annule la série de concerts en Russie et refuse l'ordre de l'Amitié qu'on lui a décerné.
Son livre de souvenirs est publié en 2016 sous le titre Eux.
Il apparaît pour la dernière fois à l'écran en 2021, dans un épisode de la septième saison de la série Svaty.
Décédé le 15 janvier 2023 à Tbilissi dans un hôpital, à l'âge de 85 ans des complications d'une maladie rénale chronique, Vakhtang Kikabidze est enterré à côté de sa mère et de sa femme au cimetière Vere à Tbilissi.

## Vie privée
Vakhtang Kikabidze est marié et a deux enfants.

## Filmographie partielle
- 1969 : Ne sois pas triste de Gueorgui Danielia
- 1973 : Le Garçon perdu de Gueorgui Danielia
- 1977 : Mimino de Gueorgui Danielia
- 1984 : TASS est autorisé à déclarer… de Vladimir Fokine
- 2013 : Ku! Kin-dza-dza : Tratz, chef des contrebandiers (voix)

## Distinctions
- Prix d’État de l'URSS : 1978
- Artiste du Peuple de la RSS de Géorgie : 1980
- Prix du KGB pour la série TASS est autorisé à déclarer... : 1984
- Ordre de l'Honneur (Géorgie) : 1994
- Ordre Vakhtang Ier d'Ibérie (ru) (Géorgie)
- Ordre de la Victoire Saint-Georges (en) (Géorgie) : 2008
- Ordre de l'Amitié : 2008, refusé en 2008
- Artiste émérite d'Ukraine : 2013